# Guerra civile della Guinea-Bissau
La guerra civile della Guinea-Bissau è stata combattuta dal 7 giugno 1998 al 10 maggio 1999 ed è stata innescata da un tentativo di colpo di stato contro il governo del presidente João Bernardo Vieira guidato dal generale di brigata Ansumane Mané.
Le forze governative, sostenute dagli stati vicini, si sono scontrate con i leader del colpo di stato che avevano rapidamente ottenuto il controllo quasi totale delle forze armate del Paese.
Il conflitto ha provocato la morte di centinaia (se non migliaia) di persone causandone lo sfollamento di centinaia di migliaia.
Un eventuale accordo di pace nel novembre 1998 prevedeva un governo di unità nazionale e nuove elezioni l'anno successivo. Tuttavia, una successiva di combattimenti nel maggio 1999 si è conclusa con la deposizione di Vieira il 10 maggio 1999, quando lo stesso Vieira ha firmato una resa incondizionata.